# Yakuza albicans
Yakuza albicans är en insektsart som beskrevs av Irena Dworakowska 2002. Yakuza albicans ingår i släktet Yakuza och familjen dvärgstritar. Inga underarter finns listade i Catalogue of Life.